# (17408) McAdams
(17408) McAdams est un astéroïde de la ceinture principale, de la famille de Hungaria.

## Description
(17408) McAdams est un astéroïde de la ceinture principale, de la famille de Hungaria. Il présente une orbite caractérisée par un demi-grand axe de 1,88 UA, une excentricité de 0,11 et une inclinaison de 25,7° par rapport à l'écliptique.

## Compléments